# Poor Little Rich Girl (1965)
Poor Little Rich Girl is een underground film uit 1965 van de Amerikaans kunstenaar en cineast Andy Warhol, met in de hoofdrol, en tevens de enige zichtbare rol, Edie Sedgwick. Poor Little Rich Girl werd als de eerste film uit de filmreeks The Poor Little Rich Girl Saga beschouwd. De andere films uit die reeks zijn Restaurant, Face en Afternoon.
De titel van de film verwijst naar Poor Little Rich Girl uit 1936 met, in de hoofdrol, het achtjarige kindsterretje Shirley Temple, Warhols idool als kind. In deze film vlucht Temple weg van haar rijke familie om op te treden met een vaudeville groep. Dit was niet anders dan Sedgwick die haar rijke familie uit Californië ontvluchtte om zich aan te sluiten bij de ondergrondse kunstwereld van Andy Warhol.

## Plot
Poor Little Rich Girl speelt zich af in Edie Sedgwicks flat in New York. In het eerste deel slaapt ze, waarna ze zich aan haar ochtendrituelen wijdt. Ze bestelt koffie en vers fruitsap, rookt, slikt pillen, doet haar oefeningen en telefoneert. Vervolgens rookt ze drugs, luistert ze muziek, past ze kleren en praat ze met haar ontdekker en vriend Chuck Wein, die zich buiten beeld bevindt. Aan de telefoon vertelt ze vaag hoe ze haar gehele erfenis er in zes maanden tijd wist door te jagen. De muziek die Sedgwick beluistert zijn de bekendste hits van de Everly Brothers.

## Situering in het oeuvre van de cineast
Behalve dat Warhol bekendheid genoot in de beeldende kunst door zijn bekende zeefdrukken en popartkunst, verwierf hij in de jaren 60 ook enige faam in de New Yorkse undergroundfilmwereld.
Wanneer Warhol zich in 1963 een 63mm-camera aanschaft, begint hij met het maken van zijn eerste films. Tot omstreeks 1968 werkt hij intensief als filmmaker en maakt talloze films van verschillende soorten en genres. Zijn films kunnen echter niet los worden gezien van zijn beeldende kunst en het leven in zijn atelier/studio de ‘Silver Factory’. De ‘Silver Factory’ was een verdieping van een oude fabriek in East 47th Street die door Warhols kennis Billy Name met behulp van aluminiumfolie en zilververf was omgetoverd tot een zilverkleurig universum. De films van Warhol en de sfeer die ervan uitgaat dienen bijgevolg hierin gesitueerd te worden. De New Yorkse rebellerende jeugd, die op zoek was naar alternatieven voor de benauwende regels van de gevestigde orde, verzamelde zich in de Factory en speelde in en bepaalde daardoor mee zijn films. Warhols films doen dan ook veel vragen oprijzen bij het publiek vermits ze aanzienlijk afwijken van de conventies van de klassieke cinema. Hij besteedde veel aandacht aan de belichting, set-up en camerahoek. De compositie die hij hanteert is doorgaans strak met frontaal in het centrum het object of subject. Vanaf omstreeks 1965 winnen de acteurs in zijn films steeds meer aan belang. Warhol geeft een beeld weer van de Amerikaanse maatschappij uit de jaren 60 via het portretteren van haar jonge generatie. Hierbij vertrekt hij vanuit hun werkelijkheid om dan vervolgens naar fictie over te schakelen. Het acteren zelf was voor de kunstenaar van ondergeschikt belang ten opzichte van de persoonlijkheden zelf van zijn acteurs en hun natuurlijke attitudes. Repetities waren bijgevolg over het algemeen overbodig.
In maart 1965, een paar maanden nadat hij zijn eerste Auricon direct-sound camera had gekocht, verscheen een nieuwe groep mensen in de Factory: de ‘rich kids’. Velen onder hen waren voortijdig gestopt met hun universitaire studie en waren werkloos. Ze deden niets en lieten zich onderhouden door familie. Deze ‘rich kids’ waren niet alleen rijk maar ook mooi, intelligent, neurotisch en op zoek naar kicks. Tot deze groep behoorden Edie Sedgwick en Chuck Wein. Edie werd Warhols eerste echte superster. Ze genoot haar korte, enigmatische carrière gedurende de zomer en de herfst van 1965. In maart 1965 verscheen ze voor het eerst in de undergroundfilm Vinyl. In Warhols films speelde ze niets anders dan haarzelf. Ze was veruit de meest tragische van Warhols supersterren. Warhols eerste indruk over haar was dan ook de volgende: “After one look … I could see that she had more problems than anybody I’d ever met. So beautiful but so sick. I was really intrigued.” Warhols oorspronkelijke idee voor Poor Little Rich Girl was om een 24 uren durende film te maken, een hele dag in Edie’s leven. Dergelijke film werd echter nooit gerealiseerd maar deze kortere Sedgwick films kunnen als onderdelen van dit groter project worden aanzien. Op het hoogtepunt van deze vruchtbare relatie eiste ze steeds meer, waarop een breuk in 1966 volgde. Als een zelfdestructieve, drugsverslaafde jonge vrouw stierf ze een vroege dood.
De film liep gedurende de zomer van 1965 in de Filmmakers’ Cinemathèque die opgericht was door Jonas Mekas. De sfeer die in deze underground filmvertoningen heerste was enorm nonchalant. De bezoekers kwamen en gingen naar eigen believen, praatten, rookten, aten en dronken. In dit opzicht lijkt de diëgetische ruimte samen te vallen met het dagelijkse leven van de jonge New Yorkse toeschouwers.

## Analyse
De eerste take die Warhol schoot voor Poor Little Rich Girl resulteerde, door een technisch probleem met de lens, in twee out of focus spoelen. Als definitief eindresultaat voor deze film koos hij er voor om één out of focus spoel te combineren met een in-focus spoel. Dit heeft tot gevolg dat het eerste deel volledig onscherp is en een dromerig, impressionistisch beeld oplevert. De wazige, amper leesbare beelden kunnen evenwel symbool staan voor Edie’s afwezige geestesgesteldheid. Daarnaast doen de beelden denken aan impressionistische schilderkunst zoals van Renoir in zijn schilderijen van vrouwen die hun toilet maken. Na 33 minuten Edie amper gezien of gehoord te hebben, komt de tweede in-focus spoel als een soort revelatie. Er ontstaat op deze manier een soort contrast tussen de romantische ongrijpbaarheid en de realistische onmiddellijkheid.
Anders dan Vinyl en The Life of Juanita Castro waar Warhol een meer gedetailleerd narratief hanteert, is er bij Poor Little Rich Girl geen narratieve of dramatische totaliteit maar enkel het gegeven van het subject. Warhol beoogt in zijn filmkunst dan ook meermaals een soort anti-cinema waarin niets lijkt te gebeuren. Een extreem voorbeeld hiervan is Empire waar de Empire State Building gedurende acht uur zonder geluid of camerabeweging in beeld wordt gebracht. Hoewel er in deze Sedgwick film meer gebeurt, evolueert hij niet naar een plot maar wordt een portret geschetst. De praktisch rechtstreekse, eenvoudige verfilming waar Edie enkel zichzelf is en de scènes praktisch real life lijken, leunt op die manier dicht aan bij het gegeven van de documentaire. Warhol vond Edie dan ook fascinerend en zelfzeker genoeg om een volledige langspeelfilm te dragen door enkel zichzelf te zijn en te spelen. Hij zei dan ook over Edie: “To play the poor little rich girl in the movie, Edie didn’t need a script - if she’d needed a script, she wouldn’t have been right for the part.”

## Het tijdsmotief
Het verstrijken van de tijd was voor Warhol vaak een belangrijk motief en wordt ook in Poor Little Rich Girl verbeeld. Deze film toont beelden doorheen de tijd, via de camera, de lens. De kijker ervaart tijd en duur eerder dan acties. Warhol had een bijzondere interesse voor het soort leegte waar gebeurtenissen vermeden worden en cinema als narratief medium wordt ontweken. Het is een soort geschiedenis van het niets doen.

## Vervreemdingstechniek
Warhol interesseerde zich als kunstenaar in de materialiteit van het medium. Zoals hij in zijn vroege schilderijen geïnteresseerd was in de materialiteit van de verf, zo was hij in zijn filmkunst geïnteresseerd in de materialiteit van de film. In de regel werden zijn films afgespeeld aan de filmsnelheid van de stille film (16 frames per seconde in plaats van 24 frames per seconde). Dit had als effect dat er een kleine vertraging, slow-motion op de film zat. Hij beoogde dezelfde vervreemdingstechniek als Bertolt Brecht in zijn episch theater. De overduidelijke aanwezigheid van het medium herinnert er de toeschouwer aan dat hij enkel naar film kijkt, waardoor hij zich niet verliest in de fictie. Het verwachtingspatroon wordt doorbroken en men wordt wakker geschud en bewust gemaakt van het tijdsgegeven. De doelstelling hierachter was zich tegen het illusionistisch realisme van Hollywood te keren. Aan het einde van Poor Little Rich Girl horen we Chuck Wein ‘Mazda Isalon as poor little rich girl’ zeggen waarop Edie bij het horen van haar pseudoniem recht in de camera kijkt. De kijker wordt op die manier bewust gemaakt van het medium film en neemt de fictie bijgevolg niet als een zuivere registratie van de werkelijkheid waar. Anders dan Brecht ruilt Warhol de logica van de alwetende verteller in voor de logica van de voorbijganger, die net zomin als het publiek weet wat er gaat gebeuren. De cameravoering lijkt autonoom en niet ondergeschikt aan het verhaal te zijn. Zo lijkt de camera zich op gegeven momenten te vervelen waardoor de blik afdwaalt en delen van de actie mist. Van de toeschouwer wordt dan ook veelal verwacht het beeld te completeren, zoals Edie’s gesprekspartner die we enkel kunnen horen maar niet te zien krijgen. Zijn verschijning moet de toeschouwer met behulp van fantasie construeren. Montage integreerde Warhol duidelijk in het kader in tegenstelling tot het conventionele verbergen van montage zoals Hollywood doorgaans doet.

## Situering in een bepaalde stroming

### Europees realisme
Warhols undergroundfilms zijn sterk gelinkt aan het Europees realisme, meer bepaald het Italiaans neorealisme, vermits het eerlijk omgaan met het medium belangrijker wordt geacht dan het creëren van fictie. Vervolgens geldt hier sterk het voyeuristische aspect: de camera als observatiemachine, wat sterk bij het Europese realisme in film aanleunt. We kunnen Warhols films in dit opzicht als een soort voorloper van de saaiheid van reality-tv beschouwen. Op deze manier wordt ook de kijker afstandelijk en onverschillig en wordt het een soort anti-esthetische benadering van film.
Warhol propageerde deze afstandelijkheid en onverschilligheid ten opzichte van zijn camerawerk, belichting, regie, ect. Veelal wordt de camera op een statief geplaatst waardoor het tijdsmotief extra wordt benadrukt. Het lijkt een soort fotogenetische registratie van de werkelijkheid te zijn. Die onverschilligheid is ook te wijten aan een arbitraire keuze van onderwerpen, die past binnen zijn kunstvisie en haaks staat op de visie van de experimentele kunstenaar. Ondanks Warhols veeleer rechtstreekse manier van filmen, geeft hij toch geen letterlijke weergave van tijd weer en monteert hij in plaats van long takes te hanteren. Zo werd ook Sleep gemonteerd. Hoewel Andy Warhol weigerde uitspraken te doen over de betekenis van zijn werk en er geen speciale bedoeling mee leek te hebben, kunnen zijn activiteiten evenwel in de traditie van de 20e-eeuwse avant-garde geplaatst worden. Dit in de zin van het demystificeren en desacraliseren van het concept van kunst en het betrekken van kunst op het alledaagse leven.

## Invloed

### Structuralistische film
Deze experimentele filmbeweging, die ontstond in het midden van de jaren 60, kan beschouwd worden als een voortzetting van Warhols filmwerk. Warhols notie van long take, het hanteren van een camerastatief, de seriematige benadering, zelfreflexiviteit, de weinige narratie, ect. wordt gevolgd in deze structural of materialist film.